# De morbis acutis et chronicis
De morbis acutis et chronicis ist eine medizinische Schrift in lateinischer Sprache, die Caelius Aurelianus zu Beginn des 5. Jahrhunderts erstellt hat. Durch die Darstellung der Heilmethoden zahlreicher Ärzte der vorangegangenen Jahrhunderte bietet sie wertvolle Einblicke in die Heilkunst der Antike.